# Oskar Bider

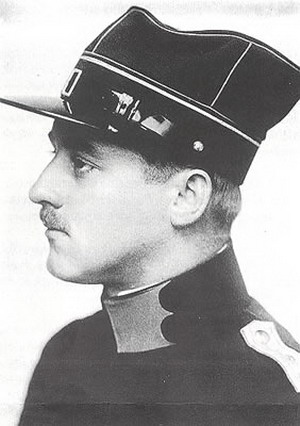
Oskar Bider

Oskar Bider (Langenbruck, 12 luglio 1891 – Dübendorf, 7 luglio 1919) è stato un aviatore svizzero pioniere dell'aviazione.

## Biografia
Figlio di un commerciante di tessuti, decise di non seguire l'attività paterna preferendo muoversi verso l'agricoltura e diventare soprattutto un gaucho in Argentina, prima di tornare in Europa e di impegnarsi nel settore dell'aviazione, conseguendo il brevetto di pilota in Francia il 30 dicembre 1912, con il numero 1194, dopo aver studiato alla scuola Blériot a Pau.
Passò alla storia grazie a tre prodezze: fu infatti, uno dei primi aviatori ad aver attraversato i Pirenei (24 gennaio 1913, Pau - Madrid), la prima catena delle Alpi (13 maggio 1913, Berna - Sion) con un monoplano Blériot biposto con motore Gnome di 80 cavalli e, come primo aviatore, 13 luglio 1913, le Alpi, andata e ritorno: da Berna via Jungfraujoch a Milano, 230 km, 4h 45min, e ritorno via Lucomagno – Chrüzlipass – Liestal – Basilea – Berna.
Quando la prima guerra mondiale scoppiò nell'estate del 1914, Oskar Bider e il piccolo gruppo di piloti svizzeri addestrati furono richiamati con i loro aerei vicino a Berna e formarono la Fliegertruppe militare appena creato. Oskar Bider fu nominato capo pilota.
Perse la vita, la mattina del 7 luglio 1919, vittima di un incidente con il suo Nieuport 21, morendo sul colpo. Incidente che dovrebbe probabilmente essere attribuito alla sua stanchezza dopo una notte senza sonno o al intento suicida al momento del volo, visto che il suo aereo non presentò alcun malfunzionamento.